# Själ, i stormens brus
Själ, i stormens brus är en sång med text från 1886 av James C Bateman och som sjungs till melodin "Lottie Lane". Peter August Wanngård översatte sången till svenska 1899. Den blev publicerad i Stridsropet. Emil Gustafson, som knöt ett bibelcitat till varje psalm han publicerade i Hjärtesånger 1895, valde för denna sång Johannesevangeliet 8:12 Jag är världens ljus.

## Publicerad i
- Hjärtesånger 1895 som nr 31 med titeln "Själ, se ljuset!" under rubriken "Väckelse- och inbjudningssånger".
- Musik till Frälsningsarméns sångbok 1907 som nr 245.
- Frälsningsarméns sångbok 1929 som nr 92 under rubriken "Frälsningssånger - Inbjudning".
- Frälsningsarméns sångbok 1968 som nr 87 under rubriken "Frälsning".
- Samlingstoner 1919 som nr 48 under rubriken "Väckelsesånger".
- Frälsningsarméns sångbok 1990 som nr 366 under rubriken "Frälsning".